# Branko Uvodić
Branko Uvodić (Našice, 25. travnja 1954.) je hrvatski televizijski voditelj, spiker i urednik.

## Životopis
Branko Uvodić rođen je 1954. godine u Našicama. Do studija u Amaterskom kazalištu u Našicama nastupao je punih sedam godina. U Zagrebu završio je Fakultet vanjske trgovine, a još kao student prijavio se na audiciju Radio-televizije Zagreb. Na Institutu za fonetiku Filozofskoga fakulteta pola godine pohađao je vježbe dikcije, interpretacije, disanja i vladanja pred kamerama. Zaposlenik Televizije Zagreb je od 1974. godine gdje je počeo raditi kao najavljivač. Postao je redoviti dio emisija TV kalendar, Dnevnika, Kulturnog pregleda, Jučer, danas, sutra, u sinkronizacijama domaćega i inozemnog programa. Radio je u emisiji Zdravo, mladi, te u stvaranju emisija Dnevnik 10, Kritična točka, Televizijski obiteljski magazin, Nek’ tambura svira i Domovnica. Voditelj je i urednik prijenosa društveno-političkih zbivanja (Vlak slobode i dr.). Najviše uspjeha ostvario je folklorno-glazbenom emisijom Lijepom našom, koja je postala vrlo omiljena i važni društveni događaj, osobito u malim mjestima gdje je snimana.

## Nagrade i priznanja
Nagrade:
- 1997.: Godišnja HRT-ova nagrada, za emisiju Lijepom našom.
- 2015.: Nagrada Ivan Šibl, HRT-ova nagrada za životno djelo.

Priznanja:
- 2015.: Zlatna plaketa "Grb grada Vinkovaca".[4]
- 2016.: Počasni građanin Grada Našica.[5]

## Vanjske poveznice
- (engl.) Branko Uvodic, na IMDb